# Platytaeniodus degeni
Рід Platytaeniodus є монотиповим і складається з єдиного виду риб родини цихлові  — Platytaeniodus degeni Boulenger 1906. Проживає в озері Вікторія.